# Joseph Alois Broger
Joseph Alois Broger (Appenzel, 5 januari 1811 - aldaar, 17 november 1879) was een Zwitsers politicus.
Joseph Alois Broger volgde onderwijs aan de Latijnse school van Appenzell, de gymnasia te Fischingen, Einsiedln en Fribourg. Hierna was hij handelaar in stoffen.
Joseph Alois Broger werd in 1846 lid van de Regering (Standeskommission) van het kanton Appenzell Innerrhoden. Van 1846 tot 1847 was hij Zeugherr, van 1847 tot 1849 was hij Bauherr, van 1859 tot 1863 was hij Statthalter en van 1865 tot 1879 was hij afwisselend Regierend Landammann (dat wil zeggen regeringsleider) en Pannerherr (plaatsvervangend regeringsleider) van het kanton Appenzell Innerrhoden.
Joseph Alois Broger was van 1860 tot 1865 voor de Katholieke Conservatieve Partij lid van de Kantonsraad (eerste kamer Bondsvergadering) en van 1865 tot 1879 was hij lid van de Nationale Raad (tweede kamer Bondsvergadering).
In 1870 richtte Broger de Katholieke Gezellenvereniging weer op. Deze vereniging was zowel op religieus als op politiek vlak actief. Joseph Alois Broger was een van de voormannen van de rooms-katholieke Conservatieve Partij.
Joseph Alois Broger overleed op 68-jarige leeftijd op 17 november 1879 te Appenzell.

## Landammann
- 1865 - 1867 — Landammann
- 1867 - 1869 — Pannerherr
- 1869 - 1871 — Landammann
- 1871 - 25 april 1875 — Pannerherr
- 25 april 1875 - 29 april 1877 — Landammann
- 29 april 1877 - 27 april 1879 — Pannerherr
- 27 april 1879 - 17 november 1879 (†) — Landammann
- Lijst van Landammänner van Appenzell Innerrhoden

## Verwijzingen
1. ↑  Hoofd munitiedepots
2. ↑  Hoofd Bouw Zaken

- Gemeinsame Normdatei: 1054380473
- Historisch woordenboek van Zwitserland: 005534
- Virtual International Authority File: 309651251